# Vlag van Keerbergen
De vlag van Keerbergen werd door de gemeenteraad op 12 juni 1989 of 13 juni 1989 officieel vastgesteld als de gemeentelijke vlag van de Vlaams-Brabantse gemeente Keerbergen. Op 21 november 1989 werd hij door het Bestuur van Vlaanderen bevestigd en uiteindelijk gepubliceerd op 8 december 1990 in het officiële Belgisch Staatsblad.
Officieel wordt de vlag beschreven als:
Zeven even lange banen van wit en van rood
De vlag is volledig gebaseerd op het gemeentewapen en ziet er dus helemaal hetzelfde uit. Dit gemeentevlag is identiek aan de vlag van Zomergem.

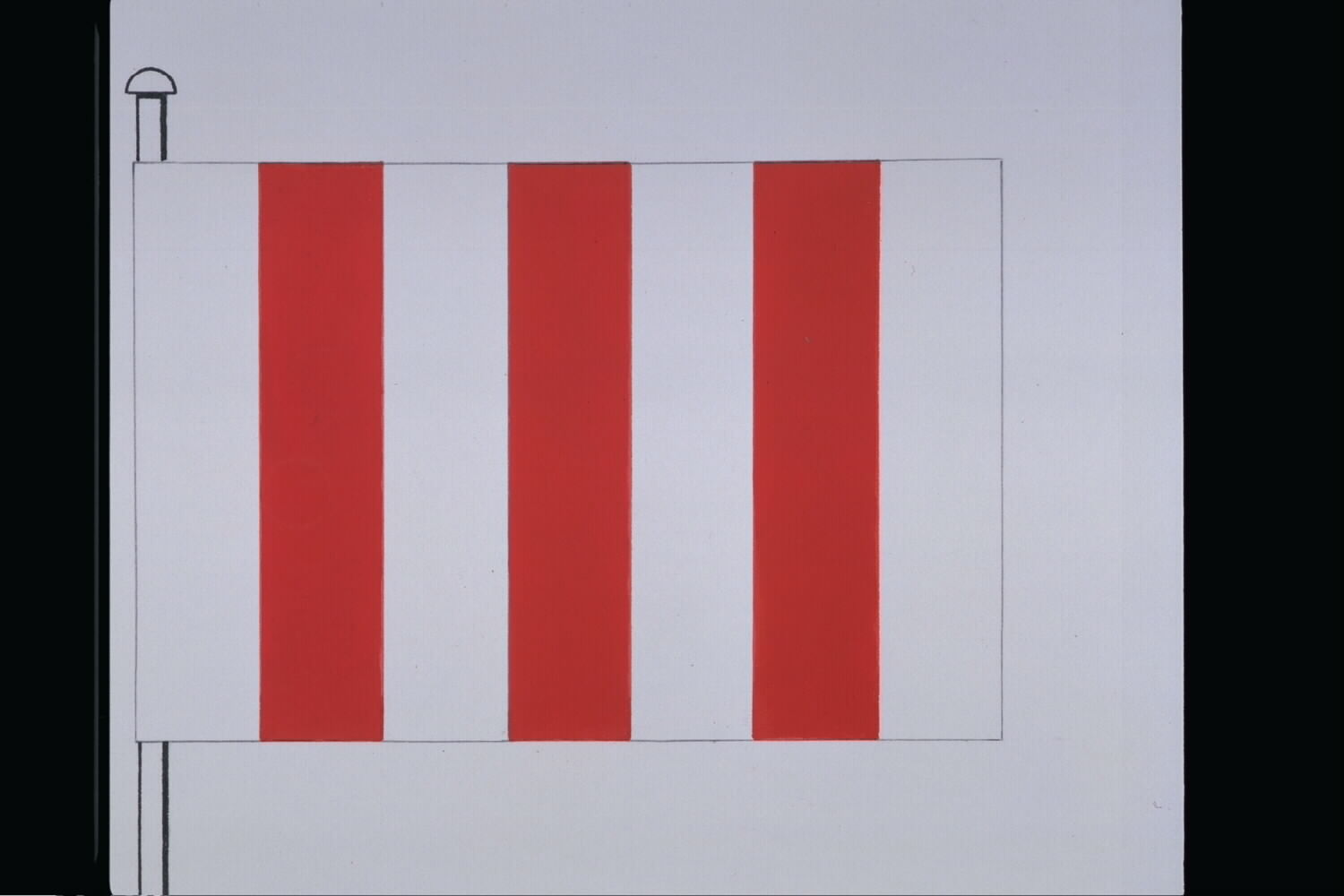
Officiële tekening van de vlag
Vlag van Zomergem